# Gilles Legardinier
Gilles Legardinier (* 1965 Paříž) je francouzský spisovatel a scenárista. Publikoval několik románů, ale také dětské knihy.
Začínal jako pyrotechnik na britských a amerických divadelních scénách. Od patnácti let začal tvořit, hlavně scénáře.
Dlouho se také věnoval psaní thrillerů, za které dostal řadu literárních cen